# Потапово (Можайский район)
Потапово — деревня в городе областного подчинения Можайск с административной территорией в Московской области. Численность постоянного населения по Всероссийской переписи 2010 года — 3 человека.

## География
Деревня расположена на севере центральной части бывшего Можайского района, у границы с Волоколамским районом, примерно в 26 км к северо-западу от Можайска, на левом берегу реки Талица, высота центра над уровнем моря 198 м.
Ближайший населённый пункт — Милятино в 2,5 км на восток.
В деревне числится 2 улицы

## История
До 2006 года Потапово входило в состав Глазовского сельского округа
До 8 февраля 2018 года в составе сельского поселения Горетовское
17 марта 2018 года райна как административно-территориальная единица был упразднён и Потапово вошло в преобразованный город областного подчинения Можайск с административной территорией.

## Население
| 2002 | 2006 | 2010 |
| ---- | ---- | ---- |
| 0    | →0   | ↗3   |